# Sirius XM Holdings
Sirius XM Holdings — американська компанія, що спеціалізується на супутниковому радіомовленні. У США радіомоленням займаються структурні підрозділи компанії — Sirius Satellite Radio та XM Satellite Radio, а у Канаді через дочірнє підприємство Sirius XM Canada.